# مسجد سرخی
مسجد سرخی (سفره چی) مربوط به سدهٔ ۱۱ ه‍.ق است و در اصفهان، چهارباغ پائین، کوچه مسجد سرخی واقع شده و این اثر در تاریخ ۱۲ اسفند ۱۳۱۵ با شمارهٔ ثبت ۲۷۵ به‌عنوان یکی از آثار ملی ایران به ثبت رسیده‌است.